# USS Kadashan Bay (CVE-76)
USS Kadashan Bay (CVE-76) là một tàu sân bay hộ tống lớp Casablanca được Hải quân Hoa Kỳ chế tạo trong Chiến tranh Thế giới thứ hai. Tên nó được đặt theo vịnh Kadashan tại Alaska. Nó đã hoạt động cho đến hết Thế Chiến II, xuất biên chế năm 1946 và bị bán để tháo dỡ năm 1960. Kadashan Bay được tặng thưởng hai Ngôi sao Chiến trận do thành tích phục vụ trong Thế Chiến II.

## Thiết kế và chế tạo
Kadashan Bay được đặt lườn tại Xưởng tàu Vancouver của hãng Kaiser Company, Inc. ở Vancouver, Washington. Nó được hạ thủy vào ngày 11 tháng 12 năm 1943; được đỡ đầu bởi cô Audrey Ackerman; và được Hải quân sở hữu và nhập biên chế vào ngày 18 tháng 1 năm 1944 dưới quyền chỉ huy của Hạm trưởng, Đại tá Hải quân R. N. Hunter.

## Lịch sử hoạt động
Sau khi hoàn tất chạy thử máy, Kadashan Bay khởi hành từ San Diego vào ngày 6 tháng 3 năm 1944 cho chuyến đầu tiên trong hai chuyến đi vận chuyển máy bay đến Espiritu Santo, vận chuyển tổng cộng 154 máy bay trong cả hai lượt đi trước khi quay trở về San Diego vào ngày 13 tháng 5. Sau khi được sửa chữa và huấn luyện, chiếc tàu sân bay lên đường vào ngày 10 tháng 7 để tham gia một đội tàu sân bay tại Trân Châu Cảng. Một tháng sau, nó lên đường đi Tulagi thuộc quần đảo Solomon, tiến hành những chuẩn bị cuối cùng cho cuộc tấn công đổ bộ lên quần đảo Palau vào tháng 9. Chiếc tàu sân bay khởi hành từ Tulagi vào ngày 6 tháng 9; sáu ngày sau, liên đội không lực của nó tiên hành không kích chuẩn bị lên các vị trí đối phương tại Peleliu. Lực lượng đổ bộ lên bờ vào ngày 15 tháng 9 nhằm chiếm quyền kiểm soát hòn đảo, một căn cứ không lực hỗ trợ cho chiến dịch nhằm tái chiếm Philippines.
Sau các cuộc tập trận và tổng dượt chuẩn bị được tiến hành tại Manus, Kadashan Bay lên đường vào ngày 14 tháng 10 để hướng đến vịnh Leyte, đến nơi vào ngày 21 tháng 10, và lập tức tiến hành các phi vụ không kích để hỗ trợ lực lượng trên bờ. Bốn ngày sau, một máy bay tuần tra của nó do Thiếu úy Hans L. Jensen điều khiển đã phát hiện Lực lượng Trung tâm của Hạm đội Liên hợp Nhật Bản ngoài khơi Samar. Sau khi báo cáo vị trí lực lượng đối phương, ông tấn công vào chiếc tàu tuần dương đối phương dẫn đầu đội hình, và như thế đã mở màn Trận chiến ngoài khơi Samar, một phần của cuộc Hải chiến vịnh Leyte. Liên đội không lực của con tàu đã tung ra ba lượt tấn công bằng máy bay tiêm kích và ba lượt bằng máy bay ném bom-ngư lôi vào các thiết giáp hạm và tàu tuần dương dưới quyền Phó đô đốc Takeo Kurita; góp phần vào việc đẩy lui một lực lượng vốn có ưu thế vượt trội về số lượng và hỏa lực. Sau khi hoàn tất nhiệm vụ, chiếc tàu sân bay hộ tống rút lui về Manus, đến nơi vào ngày 3 tháng 11.
Khi chiến dịch tại Philippines được tiếp tục, liên đội không lực của Kadashan Bay đã ghi chiến công bắn hạ 11 máy bay đối phương trong các cuộc đụng độ vào giữa tháng 12. Nó chuẩn bị cho cuộc đổ bộ tiếp theo lên đảo Luzon, và nó gặp gỡ lực lượng chủ lực vào ngày 3 tháng 1 năm 1945. Con tàu đi đến ngoài khơi Luzon năm ngày sau đó, bắt đầu cuộc không kích đầu tiên vào sáng sớm. Trong buổi sáng hôm đó, một máy bay tấn công cảm tử Kamikaze đã đâm bổ nhắm vào Kadashan Bay. Cho dù đã bị hỏa lực phòng không của con tàu bắn trúng, kẻ tấn công tự sát vẫn đâm được vào giữa tàu bên dưới cầu tàu. Sau một giờ rưỡi nỗ lực chữa cháy và kiểm soát hư hỏng, các đám cháy và việc ngập nước được kiểm soát, và chiếc tàu sân bay rút lui về Leyte vào ngày 12 tháng 1 để được sửa chữa tạm thời, trước khi lên đường quay trở về San Francisco vào ngày 13 tháng 2 để được đại tu toàn diện.
Kadashan Bay khởi hành đi Trân Châu Cảng vào ngày 8 tháng 4, và đến nơi vào ngày 14 tháng 4. Nó làm nhiệm vụ vận chuyển máy bay và nhân sự đến các đảo tại Thái Bình Dương. Vào tháng 7, nó được điều sang vai trò tàu sân bay tiếp liệu cho Đệ Tam hạm đội, và đang trên đường đi đến Trân Châu Cảng để bắt đầu nhiệm vụ mới khi cuộc xung đột kết thúc bởi Nhật Bản đầu hàng.
Kadashan Bay tham gia các hoạt động trong Chiến dịch Magic Carpet tại Guam trong tháng 9, và đi đến San Francisco vào ngày 26 tháng 9 với nhóm cựu chiến binh đầu tiên được nó đưa hồi hương. Trong ba tháng tiếp theo, chiếc tàu sân bay hộ tống thực hiện các chuyến đi đến Trân Châu Cảng, Guam, Okinawa và Trung Quốc để giúp đưa về nhà những quân nhân phục vụ tại nước ngoài. Sau chuyến cuối cùng về đến San Pedro, California vào ngày 22 tháng 12, nó khởi hành từ San Diego vào ngày 10 tháng 1 năm 1946 để đi sang Boston, Massachusetts, đến nơi vào ngày 29 tháng 1. Con tàu được cho xuất biên chế vào ngày 14 tháng 6 năm 1946 và được đưa về Hạm đội Dự bị Đại Tây Dương, neo đậu tại Boston. Nó được xếp lại lớp với ký hiệu lườn CVU-76 vào ngày 12 tháng 6 năm 1956 rồi bị tháo dỡ vào ngày 13 tháng 8 năm 1959.

## Phần thưởng
Kadashan Bay được tặng thưởng hai Ngôi sao Chiến trận do thành tích phục vụ trong Thế Chiến II.